# Christian Schilling (1992)
Christian Schilling (Graz, 6 gennaio 1992) è un calciatore austriaco, difensore del Götzens.

## Caratteristiche tecniche
È un terzino sinistro.